# ۱۰۵۲ (خورشیدی)
۱۰۵۲ هزار و پنجاه و دومین سال هجری خورشیدی است.